# Ethelbert (król Wesseksu)
Ethelbert z Wesseksu (ur. ok. 835, koronowany 860, zm. ok. 865) – syn króla Ethelwulfa i Osburgi, król Wesseksu. Został królem po śmierci swojego starszego brata Ethebalda w 860 r. i został koronowany w Kingston upon Thames. Dodatkowo od ok. 852 r. współrządził w Kencie. Za jego panowania nastąpiło natężenie duńskich najazdów na Wyspy Brytyjskie. Spustoszony został Kent i Nortumbria, a duński wódz Ragnar Lodbrok dotarł nawet do Winchesteru. Król Ethelbert nie ożenił się i nie pozostawił potomstwa. Zmarł ok. 865 r. i został pochowany w katedrze w Sherborne w hrabstwie Dorset. Tron objął jego młodszy brat, Ethelred I.